# Andrew W.K.
Andrew W.K., de son vrai nom Andrew Fetterly Wilkes-Krier (né le 9 mai 1979 à Stanford, en Californie), est un auteur-compositeur et multi-instrumentiste américain.

## Biographie

### Enfance et débuts musicaux
Andrew W.K. est né à Stanford, en Californie. En 1983, Andrew et sa famille déménageront à Ann Arbor, dans le Michigan où il commencera à apprendre le piano dès l'âge de 4 ans, puis à l’Université de Greehills au Michigan où il rentrera pour ses 5 ans, et où il étudiera la musique classique. C'est en 1993 qu'il intègrera le Collège "Community High School" et y étudie le jazz durant 4 années.
Durant son adolescence, son goût prononcé pour la musique lui fera intégrer une multitude de petits groupes locaux et il apprendra également à jouer de la guitare, de la batterie ainsi que de la basse. Alors qu'il n'avait que 13 ans, il intègre un petit groupe local nommé Reverse Polarity. Son premier enregistrement public sera Mr.Surprise, sorti sur une compilation du label Westside Audio Laboratories (maintenant connu sous le nom de Ypsilanti Records) à Ypsilanti, au Michigan. Il passera les 5 années suivantes dans différents groupes comme Lab Lobotomy, The Pterodactyls (qui sortira un album nommé Reborn, où Andrew W.K. joue la batterie alors qu'il n'a que 15 ans), Music Band, Mr Velocity Hopkins, Kathode, The Portly Boys, Kangoo, The Beast People, Stormy Rodent, A Later Iteration Of Scheme, The Malt Lickers, Isis And Werewolves, et Sucking Coeds. En 1994, il commença également un projet solo de noise rock, dont il sortira 3 cassettes audio sous le nom Ancient Art Of Boar.

### Arrivée àNew York
Lors de ses 18 ans il est accepté à l'école School Of The Art Institut de Chicago, mais il décide de tout quitter pour s'installer à New York afin de développer sa créativité de façon indépendante ainsi que dans l'espoir de percer et de vivre de sa musique bien qu'il ne connaisse personne et qu'il n'a quasiment aucun moyen. Il enchaîna les petits boulots, et il affirma même avoir volé un peu d'argent pour s'aider à s'en sortir. Quelques mois plus tard 
Il commença donc à faire quelques petits spectacles en solo, ce qui lui imposait de jouer uniquement un seul instrument, bien qu'il fût capable d'en jouer plusieurs (guitare, basse et batterie). À cette époque, il souhaitait vraiment monter un groupe, étant donné que la musique qu'il créait était faite à la base pour être jouée par plusieurs musiciens.
C'est en 1998 qu'il effectuera son premier « vrai » concert, en Belgique pour le festival Over The Edge, et sortira Room To Breathe chez Hanson Records, en seulement 35 exemplaires. Une autre cassette nommée You Are What You Eat était censée sortir peu de temps après, mais l'original fut perdu et ne fut donc jamais commercialisée.

### Début de carrière
En 2000, son ami du groupe Wolf Eyes, Aaron Dilloway, également originaire du Michigan vient habiter dans son appartement à New York quelques mois. Andrew rejoindra le groupe durant ces quelque temps, il en résulte un album intitulé "Fortune Dove", unique album de Wolf Eyes pour lequel Andrew W.K. a participé à l'élaboration. Andrew y est mentionné en tant que producteur, en effet il produira les morceaux de cet album et assure également le chant sur le titre "Wolf Eyes Rules".
Il en suit une grande période d'enregistrement où  Andrew W.K. créera et enregistrera par ses propres moyens (sous aucun label) une multitude de titres, créant ainsi l'album inédit "We Want Fun" (à ne pas confondre avec le titre "We Want Fun" paru sur "AWKGOJ" ainsi que dans la B.O. de Jackass: The Movie). Le mystère reste entier sur cet album qui fut longtemps considéré par la communauté de fan comme une simple "démo" envoyée à divers musiciens et labels, mais qui peut être également considéré d'après de récentes informations comme un album à part entière anciennement destiné à être commercialisé sous le label Bulb Records en janvier 2001, avant qu'Andrew W.K. ne change d'avis et signe chez Island courant 2000. 
Cet album ne verra donc jamais le jour officiellement, bien que la totalité des titres seront utilisés plus tard, à l'exception du titre "Party Music", dans Party till you Puke EP, AWKGOJ, I Get Wet ainsi que The Wolf. Le CD d'enregistrement de "We Want Fun" a fait une apparition sur internet sous format mp3 parmi la communauté de fans, après qu'un administrateur du forum du site officiel l'ait rendu disponible.
Par la suite, il sortira la même année ses 2 premiers EP Party Till You Puke EP et AWKGOJ EP chez le label de son ami Aaron Dilloway, Bulb Records.
Les petits concerts s'enchaînant, il décide alors de passer des annonces dans le journal, ainsi que distribuer des cassettes audio de ses productions afin de recruter ses propres musiciens pour les concerts, et finit grâce à l'aide de son entourage par monter son propre groupe.
Il commencera ensuite l'enregistrement de son album I Get Wet chez un nouveau label Island/Def Jam.

### 2000-2001: Montée en popularité
Après avoir signé avec Island/Def Jam fin 2000, il décida de former un groupe à son propre nom, formé de 5 personnes. La première recrue fut Jimmy Coup, ancien chanteur et guitariste du groupe The Coup De Grace. Andrew W.K. écrit ensuite une lettre adressée à son batteur préféré, Donald Tardy, membre du célèbre groupe de death metal Obituary, mais s'attend plus ou moins à un refus de sa part. À sa grande surprise, non seulement Donald accepta de rejoindre le groupe mais il appela également trois de ses amis de Floride pour compléter la formation, le guitariste Erick Payne et le bassiste Gregg Roberts, ainsi que le guitariste Sergeant Frank.
Andrew sort son premier album I Get Wet en décembre 2001, qui connut un franc succès à travers le monde, et qui deviendra vite no 1 des ventes aux États-Unis. L'album possède une couverture facilement reconnaissable par son originalité, où l'on peut voir le visage d'Andrew W.K ensanglanté au niveau du nez jusqu'au cou.
La chanson Party Hard fut utilisée par Electronic Arts pour le jeu Madden NFL 2003 et également pour le jeu Pro Evolution Soccer 2010, et en 2003 il a ré-enregistré la chanson We want fun de AWKGOJ pour la bande sonore de Jackass: The Movie, ce qui engendra une publicité non négligeable envers le public à travers le monde.

### 2002-2003: The Wolf
À la fin de l'année 2003, Andrew sort son second album The Wolf qui aurait dû initialement être nommé Blow Your Bone, mais qui fut censuré par sa maison de disques, car ce titre aurait pu être perçu comme une allusion sexuelle, ce qui n'était pas le but selon Andrew. [citation nécessaire]
La jaquette initialement prévue ainsi que le titre seront ainsi modifiés. Le titre "The Wolf", bien que n'ayant pas de sens direct avec l'album en lui-même, fut choisi sur un coup de tête après avoir pris souvenir lors d'un "flashback", du magazine "Wolf Slicer", petit journal qu'il créera lors de sa première arrivée à New York. Andrew considérant le loup comme "un animal vraiment cool", le titre "The Wolf" fut adopté.
L'album ne connut pas le même succès que I Get Wet, même s'il fut relativement bien accueilli en général, notamment au Japon.
Sur cet album, une fois de plus, l'enregistrement de tous les instruments en studio ont été joués par Andrew sans l'aide de ses musiciens, bien qu'ils soient présents pendant les concerts.
À noter que pendant la tournée pour The Wolf, Andrew s'est cassé le pied sur scène le 23 novembre 2003 durant le concert à Los Angeles, mais décide tout de même de continuer les concerts en fauteuil roulant.

### 2004-2010: Tournant musical

#### DVD Who Knows?
À la fin de l'année 2004, Andrew W.K. commença à travailler massivement sur la future sortie d'un DVD nommé Andrew W.K. : Who Knows? comportant des lives de ses concerts, retraçant sa carrière de 2000 à 2004. Plus de 300 heures de concerts ont été condensées sur le DVD.
Le film a été projeté en avant première à New York et Hollywood à guichets fermés.

#### Close Calls With Brick Walls
En mars 2006 sort l'album intitulé Close Calls With Brick Walls au Japon ainsi qu'en Corée du Sud, mais pas aux États-Unis étant donné qu'il fut interdit de sortir tout nouvel album sur le territoire par son directeur de création, à cause d'une séparation antipathique entre les deux hommes. Une édition vinyle est sortie en août 2007 aux États-Unis, étant donné que la version vinyle permet de contourner les restrictions citées plus haut.
La version coréenne comprend 4 titres bonus, alors que la version japonaise contient un DVD bonus contenant entre autres des photos inédites.
Cet album n'eut pas le succès escompté, bien qu'il change assez radicalement de style en comparaison aux deux premiers albums. Cela est dû en partie à l'absence de promotion de l'album à travers le monde. On retrouve ici un style de Rock expérimental comme le qualifie Andrew lui-même.
Le magazine anglais The Observer le qualifiera comme « l'un des plus ambitieux album rock de cette année ».
L'album Close Calls With Brick Walls va désormais sortir aux États-Unis sous le label d'Andrew W.K. Skysraper Music Maker, contenant tous les titres bonus des versions japonaise, coréenne et de l'album vinyle.

#### Premium Collection
En novembre 2008, 3 nouveaux albums ont fait leur apparition, le premier nommé Premium Collection - The Japan Covers est un album de J-pop, le deuxième Premium Collection - The Very Best So Far est une compilation comprenant le titre inédit Party (You Shout!), et le troisième Premium Collection - 2 CD contient les 2 albums cités auparavant dans un coffret 2 CD.

#### 55 Cadillac
Le 8 septembre 2009 est sorti l'album 55 Cadillac, premier album solo de piano d'Andrew W.K.
Il s'agit d'un album uniquement composé d'improvisations au piano.

#### Mother Of Mankind
Le 22 février 2010 est sorti un lot de deux albums : Close Call With Brick Walls (sortie mondiale, 4 ans après sa sortie en Asie) ainsi que de Mother Of Mankind, nouvel album regroupant des titres inédits ainsi que des titres jamais commercialisés auparavant.

### 2011-2012: Raucous

#### Party All Goddamn Night EP
Nouvel EP sorti en mars 2011 en vue d'un nouvel album.

#### Raucous
Prochain album dont la date de sortie est fixée à janvier 2012.

### Actualités
Son père est le professeur James E.Krier, un célèbre juriste à l'Université du Michigan.
Andrew a un frère, Patrick (né le 28 janvier 1984), deux demi-sœurs plus âgés, et il avait un frère aîné qui est décédé avant qu'il soit né.
Le 4 octobre 2008, Andrew épouse Cherie Pourtabib, quatre ans après leur première rencontre.
Le jeudi 13 mai 2021, il demande sa petite amie Kat Dennings en mariage.

### Idéologie
Andrew W.K. développe un style  particulier, avec une musique très festive, qui allie metal, rock, pop et dance, où les sujets abordent principalement  le thème de la fête, de la joie et de la bonne humeur (voir les titres Party Hard, Long live the party et Party till you puke).
L'idéologie générale d'Andrew W.K., partie intégrante de sa musique ainsi que de ses discours, est de pousser les gens à s'amuser, à se défouler, à être heureux et à se sentir bien au moyen d'une musique très énergique et la plus intense possible. Mais aussi à persévérer, à espérer, à toujours repousser ses limites, ainsi qu'à être déterminé. Son slogan est d'ailleurs Never Let Down.
Andrew W.K. garde toujours le même style vestimentaire, un jean et t-shirt blanc symbolisant son attitude positive.

## Autres travaux

### Télévision
Andrew W.K. a fait de multiples apparitions à la TV sur MTV, MTV 2 ainsi que VH1.
La première émission télévisée à laquelle il s'est réellement impliqué est Your Friend, Andrew W.K., proposant 9 épisodes de 10 minutes environ sur une saison.
Au cours de l'été 2009, Andrew va présenter une nouvelle émission sur Cartoon Network, intitulée Destroy, Build, Destroy. L'émission se déroule en direct et consiste à faire affronter deux équipes d'adolescents, qui devront détruire divers éléments grâce à des explosifs, lance-roquettes ou autres armes de destruction. 
Pour l'émission, Andrew W.K. a composé une nouvelle chanson intitulée Hearing What I Said.
En juin 2018, lors de la conférence Bethesda au salon mondial du jeu video E3, Andrew présente en concert Ready to die, musique du trailer du jeu Rage 2.

### Conférences
En 2005, Andrew W.K. a affirmé qu'il désirait faire des conférences en tant que conférencier motivateur pour but d'échanger avec le public des avis sur la motivation, la vision positive de la vie ainsi que la fête.
Il a accepté des invitations à prendre la parole à l'université Yale, l'université de New York, l'université du Wisconsin, Carnegie Mellon University, The Cooper Union, Western Missouri State University, et à la Northeastern University.

### Production
En plus de produire lui-même sa musique sur ses différents albums, Andrew W.K. élargit le domaine de sa production en produisant la musique pour d'autres artistes.
Il produira aussi de la musique pour des chaines commerciales (musique de publicités pour la télévision ou radio, comme celle de Kit-Kat par exemple). 
Son premier travail de production commence avec le groupe Wolf Eyes, sur le 12 'EP Fortune Dove.
Il a aussi collaboré avec Mike Pachelli sur l'album de jazz fusion Electricité où il joue du piano, ou encore pour l'artiste Baby Dee où il joue de la basse.
Il a récemment coproduit l'album Repantance du célèbre artiste reggae Lee Scratch Perry.

### Label indépendant
En février 2009, il crée son propre label nommé Skyscraper Music Maker, basé sur Manhattan à New York ainsi qu'en Angleterre à Londres.
Skyscraper Music Maker fonctionne en partenariat avec le label Cargo Records, qui se charge de distribuer la musique du label.
Les deux premiers artistes à l'avoir rejoint sont Bad Brillance et Aleister X.
La première sortie annoncée fut la compilation DAMN! The Mixtape Vol.1, publiée le 25 mai 2009 au Royaume-Uni.
Depuis janvier 2010, Skyscraper Music Maker a été renommé en Steev Mike, pour des raisons juridiques.

## Discographie

### Singles
2018 : Go Go Go Go 
1. Go Go Go Go

## B.O. de films
- Snow, Sex and Sun (Out Cold) avec She Is Beautiful
- Jackass: The Movie avec We Want Fun
- Stealing Harvard avec Party Hard
- Old School avec Fun Night
- Freaky Friday : Dans la peau de ma mère avec She Is Beautiful
- Les Maîtres de l'horreur Soundtrack avec You Will Remember Tonight
- American Pie Presents: Band Camp avec She Is Beautiful
- Aqua Teen Hunger Force Colon Movie Film for Theaters Colon the Soundtrack avec Party Party Party
- Narco réalisé par Gilles Lellouche, Tristan Aurouet avec Guillaume Canet, Benoît Poelvoorde avec comme morceau Never let down

## Membres du groupe
- Andrew W.K, au synthé et chanteur du groupe
- Jimmy Coup, à la guitare de janvier 2000 à octobre 2003, et ancien membre du groupe The Coup De Grace
- Erik Payne, à la guitare
- Gregg Roberts, à la basse
- Frank Werner dit "Sergeant Frank", à la guitare
- Donald Tardy, batteur du groupe et membre du groupe Obituary
- Richie Russo, 2e batteur (car Donald est parfois indisponible)
- Kendall Andrews, à la guitare de 2003 à aujourd'hui (remplace Jimmy Coup)

## Anecdotes
- Pour la pochette de son album I Get Wet, Andrew W.K. s'est réellement frappé le visage avec une brique. Le sang n'étant pas assez abondant, il a enduit ses plaies de sang de porc.
- À la demande de Roope Latvala qui est un grand fan d'Andrew W.K., le groupe finlandais Children of Bodom a repris la chanson She is Beautiful et en a fait un tube international.
- Lors de la tournée pour l'album The Wolf, Andrew W.K. s'est cassé le pied sur scène et a ensuite signé des autographes depuis son ambulance. Ne voulant pas laisser ses fans, il a effectué le reste de la tournée en fauteuil roulant.
- Les rumeurs affirment qu'Andrew WK est un acteur, un « front man » engagé pour jouer le rôle et s'acquitter de la musique AWK; la presse affirme avoir tenue des interviews avec un certain Steev Mike, dont l'apparence serait la même que celle d'Andrew W.K. Cela reste au stade de rumeur, bien qu'Andrew W.K. lui-même n'ait jamais réellement démenti les faits[13].
- Andrew W.K. a récemment ouvert une boîte de nuit avec trois partenaires, nommée 'Santos Party House, à New York[14].
- Un nouvel album est en préparation, nommé Young Lord.
- Andrew vient de coproduire le nouvel album du célèbre jamaïquain Lee Scratch Perry intitulé Repentance[15].
- Depuis 2007, Andrew W.K. fait partie du groupe Current 93[16].
- Andrew est l'invité star du septième épisode du Cyanide & Hapiness show sur Youtube, ou il incarne son propre personnage.
- Andrew est l'invité vedette du neuvième épisode de lil BUB's big show sur le site de lil BUB.